# Scandale de la Baie des Chaleurs

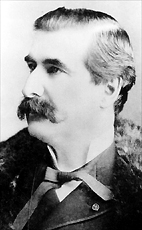
Premier ministre Honoré Mercier

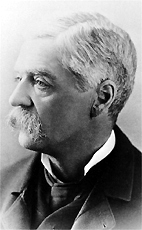
Lieutenant-gouverneur Auguste-Réal Angers

Le scandale de la Baie des Chaleurs est une affaire politico-financière qui éclate en 1891, ébranle le gouvernement libéral du Québec de l'époque et ruine la carrière du premier ministre Honoré Mercier.

## Les prémices
En 1882, la Compagnie de chemin de fer de la Baie des Chaleurs, présidée par le sénateur et ancien lieutenant-gouverneur Théodore Robitaille et dont l'entrepreneur se nomme Charles Newhouse Armstrong, obtient le contrat de construction du chemin de fer devant relier Matapédia à Gaspé. Les travaux ne commencent qu'en 1886, et quatre ans plus tard, il n'y a que le tiers de travail de fait. De plus, les ouvriers et les fournisseurs ont toutes les misères du monde à se faire payer.
Au printemps 1891, le gouvernement Mercier décide d'annuler le contrat signé avec la Compagnie et offre un subside de $280 000 à tout entrepreneur qui offrira de terminer le chemin de fer dans des délais raisonnables. La Compagnie accepte l'annulation du contrat mais réclame un dû de $175 000.
Ernest Pacaud, trésorier du Parti libéral et directeur du journal L'Électeur, sert d'intermédiaire entre le gouvernement et Armstrong, qui négocie pour la Compagnie. En été 1891, Mercier est en France. et Pierre Garneau, ministre des Travaux publics, le remplace comme premier ministre. Pacaud lui demande de signer les lettres de crédit de $175 000. Après quelques hésitations, Garneau finit par les signer. 
La Compagnie Cooper-Thom obtient finalement le nouveau contrat de construction du chemin de fer.

## Le scandale
Le Comité fédéral des chemins de fer trouve la transaction louche et décide d'enquêter sur le sujet. Le 12 août 1891, Armstrong est cité à comparaître et avoue qu'il n'a gardé que $75,000 des $175,000 versés par le gouvernement. Il a redonné le $100,000 restant à Ernest Pacaud. Le Comité tente de trouver trace de ce que Pacaud en a fait et découvre que $5000 a été versé pour payer une partie du voyage de Mercier en France. Ce qu'il a fait du restant du montant semble nébuleux. 
Pacaud, à son tour, est cité à comparaître, mais il part aussitôt pour la France sans se faire entendre.
Le scandale est rendu public. Les journaux conservateurs, comme La Presse, demandent des comptes au gouvernement. Le 7 septembre, le lieutenant-gouverneur Auguste-Réal Angers propose la création d'une Commission royale d'enquête que Mercier accepte aussitôt. Présidée par le juge Louis-Amable Jetté, elle commence ses audiences le 6 octobre. Pacaud témoigne le 20 octobre, décide de prendre sur lui l'entière responsabilité de l'affaire et déclare sous serment que Mercier n'a jamais rien su de la transaction. Lorsqu'on lui demande ce qu'il a fait du $100,000, il répond que ce montant a servi à payer des dépenses électorales et à régler les dettes personnelles de certains ministres, dont celles du secrétaire provincial Charles Langelier.
Quelques jours plus tard, Mercier témoigne à son tour devant la Commission et affirme sous serment n'avoir rien su de la transaction avant qu'elle ne soit rendue publique par le Comité des chemins de fer.
Le 16 décembre, le lieutenant-gouverneur Angers décide de ne pas croire Mercier et prend la décision plutôt controversée de révoquer le gouvernement Mercier. Celui-ci lui répond par lettre: « Vous dites que vous me retirez votre confiance. Vous vous faites illusion car, vous le savez bien, vous me l'avez toujours refusée, cette confiance. Vous êtes sorti des luttes actives de la politique pour monter sur le banc où vous êtes toujours resté partisan. Vous avez laissé le banc judiciaire pour Spencer Wood (demeure du lieutenant-gouverneur) et, là encore, vous avez tenu tout le temps que j'ai été votre aviseur la conduite d'un partisan politique. »

## Les suites
Charles-Eugène Boucher de Boucherville devient premier ministre, mais comme il est minoritaire à l'Assemblée législative, il déclenche des élections, qu'il remporte le 9 mars.
Le 20 avril 1892, Mercier et Pacaud sont cités à procès par le nouveau procureur général, Thomas Chase-Casgrain. Le procès a finalement lieu à l'automne de la même année. Le 4 novembre, les deux hommes sont déclarés non coupables après seulement 17 minutes de délibération du jury. Cependant, le gouvernement et les journaux conservateurs continueront à s'acharner sur l'ancien premier ministre en voulant laisser planer un doute sur son innocence. Cela n’empêche pas que lorsqu'emporté par le diabète, il meurt 30 octobre 1894, Mercier est salué comme un grand premier ministre.
Quant à Pacaud, il garde son poste de directeur de L'Électeur, qui devient Le Soleil en 1896. Il décède le 19 avril 1904.

## Sources
- Robert Rumilly, Histoire de la province de Québec.
- Jacques Lacoursière. Histoire populaire du Québec, tome 3. Septentrion. 1996.